# August Lidström
August Lidström, född 1750, död 30 mars 1815, var en svensk ämbetsman och häradshövding.

## Biografi
August Lidström föddes 1750. Han blev 22 november 1750 auskultant i Svea hovrätt och i februari 1776 extra ordinarie kanslist i hovrätten. Den 23 maj 1776 blev han extra ordinarie notarie i hovrätten och 8 april 1788 ordinarie notarie i hovrätten. Lidström blev 4 december 1792 häradshövding i Medelpad och fick 19 november 1810 fullmakt som lagman. Han avled 1815.

### Familj
Lidström gifte sig första gången med Anna Lovisa Tillander (död 1791) och andra gången 1798 med Margareta Dorothea Tillander.
Dottern Johanna Lovisa Lidström var gift med kyrkoherden Johan Dillner i Östervåla församling.